# Tessel·lació

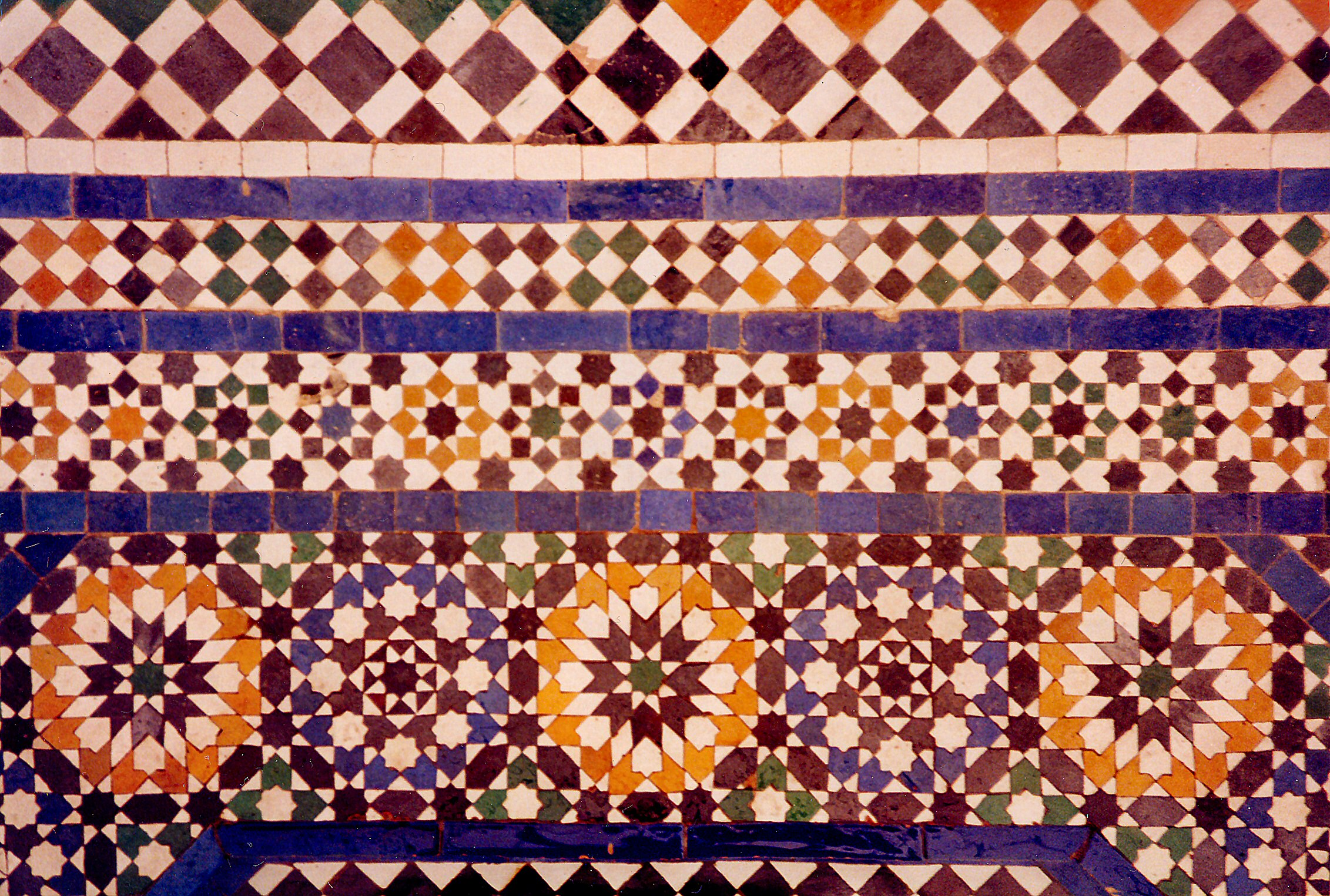
Peces de terracota d'un zellige de Marràqueix que formen diferents tipus de tessel·lacions.

Els termes tessel·lació i tessel·lat fan referència a una regularitat o patró de figures que recobreixen o pavimenten completament una superfície plana de manera que no queden espais buits ni se superposen les figures (o tessel·les). En matemàtiques, les tessel·lacions es poden generalitzar a dimensions superiors i a una diversitat de geometries.
Una tessel·lació periòdica té un patró que es repeteix. Alguns tipus especials inclouen les tessel·lacions regulars amb tessel·les totes de la mateixa forma de polígons regulars, i tessel·lacions semiregulars amb més d'una forma i amb cada cantonada arranjada idènticament. Els patrons formats per tessel·lacions periòdiques es poden categoritzar en 17 grups de paper pintat. Una tessel·lació sense patró repetitiu s'anomena «no periòdica». Una tessel·lació aperiòdica utilitza un petit conjunt de formes que no poden formar un patró de repetició. En la geometria de dimensions superiors, un enrajolat també s'anomena «tessel·lació de l'espai».
Una tessel·lació real és aquella feta de peces quadrades o hexagonals de ceràmica cimentada. Aquestes tessel·lacions o mosaics poden ser patrons decoratius, o bé poden tenir funcions com ara dotar de durabilitat i resistència a l'aigua un paviment, terra o paret. Històricament, les tessel·lacions foren utilitzades en l'antiga Roma i en l'art islàmic com, per exemple, en els mosaics decoratius geomètrics de l'Alhambra. En el segle xx, l'obra de M. C. Escher sovint feu ús de les tessel·lacions, tant en la geometria euclidiana ordinària com en la geometria hiperbòlica, per assolir un efecte artístic. Les tessel·lacions formen una classe de patrons a la naturalesa com, per exemple, en les matrius de cel·les hexagonals d'un rusc.

## Història

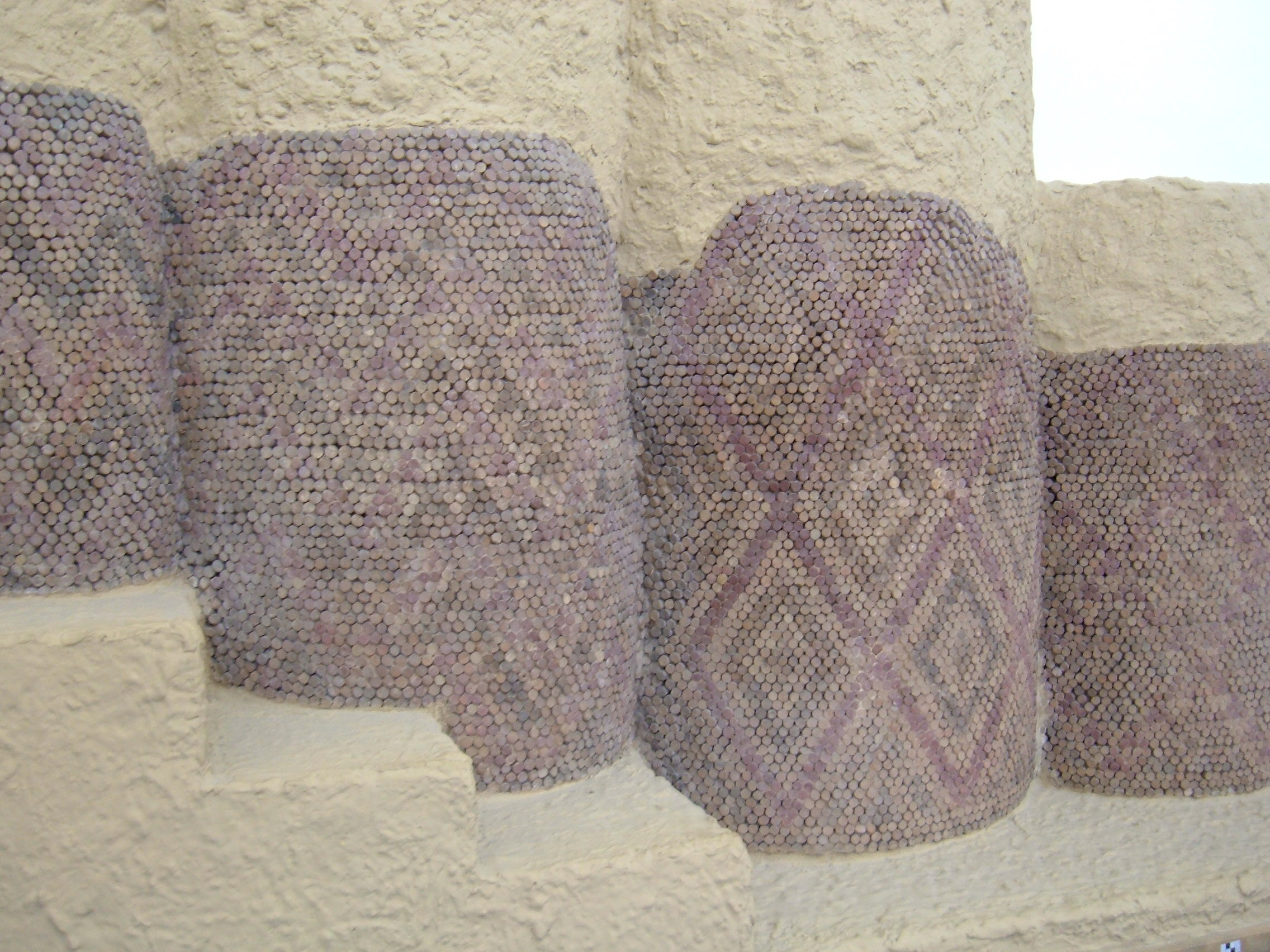
Un mosaic de l'antiga ciutat sumèria d'Uruk IV (3400-3100 aC) que mostra un patró de tessel·lació amb peces acolorides.

Les tessel·lacions foren utilitzades pels sumeris (ca. 4000 aC) per crear decoracions de parets formades per patrons de peces d'argila. En l'antiguitat clàssica també es realitzaren tessel·lats decoratius (mosaics) fets de petits blocs petits anomenats tesserae, els quals de vegades mostren patrons geomètrics.
El 1619 Johannes Kepler dugué a terme el primer estudi conegut de les tessel·lacions. Escrigué sobre les tessel·lacions regulars i semiregulars a la seva obra Harmonices Mundi; possiblement fou el primer en explorar i explicar les estructures hexagonals dels ruscs i les volves de neu.

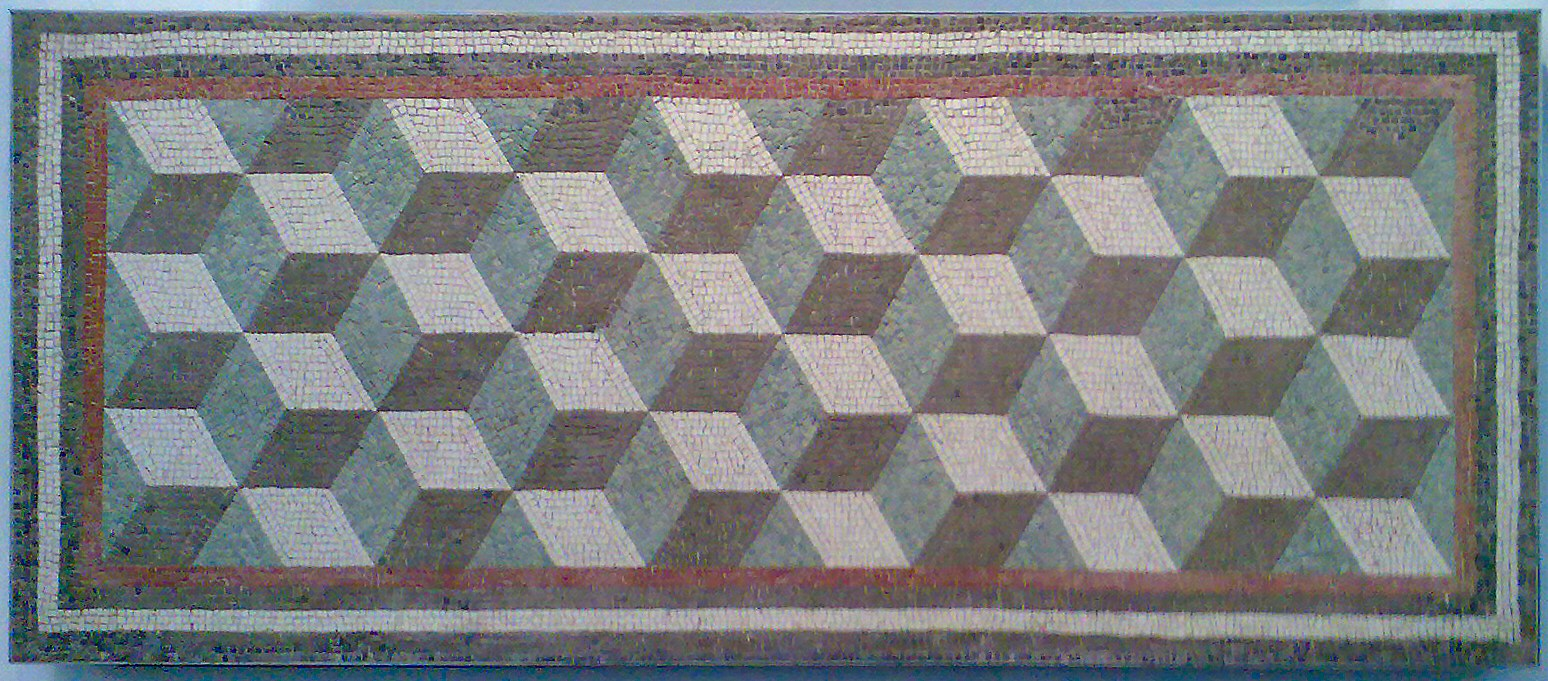
Mosaic geomètric de l'antiga Roma

Uns dos-cents anys més tard, el 1891, el cristal·lògraf rus Ievgraf Fiódorov provà que tota tessel·lació periòdica en el pla mostra algun dels disset grups diferents d'isometries. L'obra de Fyodorov marcà l'inici no oficial de l'estudi matemàtic de les tessel·lacions. Altres contribuïdors prominents inclouen Xúbnikov i Belov (1964), i Heinrich Heesch i Otto Kienzle (1963).

### Etimologia
En llatí, tessella és una petita peça cúbica d'argila, roca o vidre utilitzada per fer mosaics. El mot tessella significa 'petit quadrat (de tessera, 'quadrat', que al seu torn prové del grec τέσσερα, 'quatre').

## Descripció general

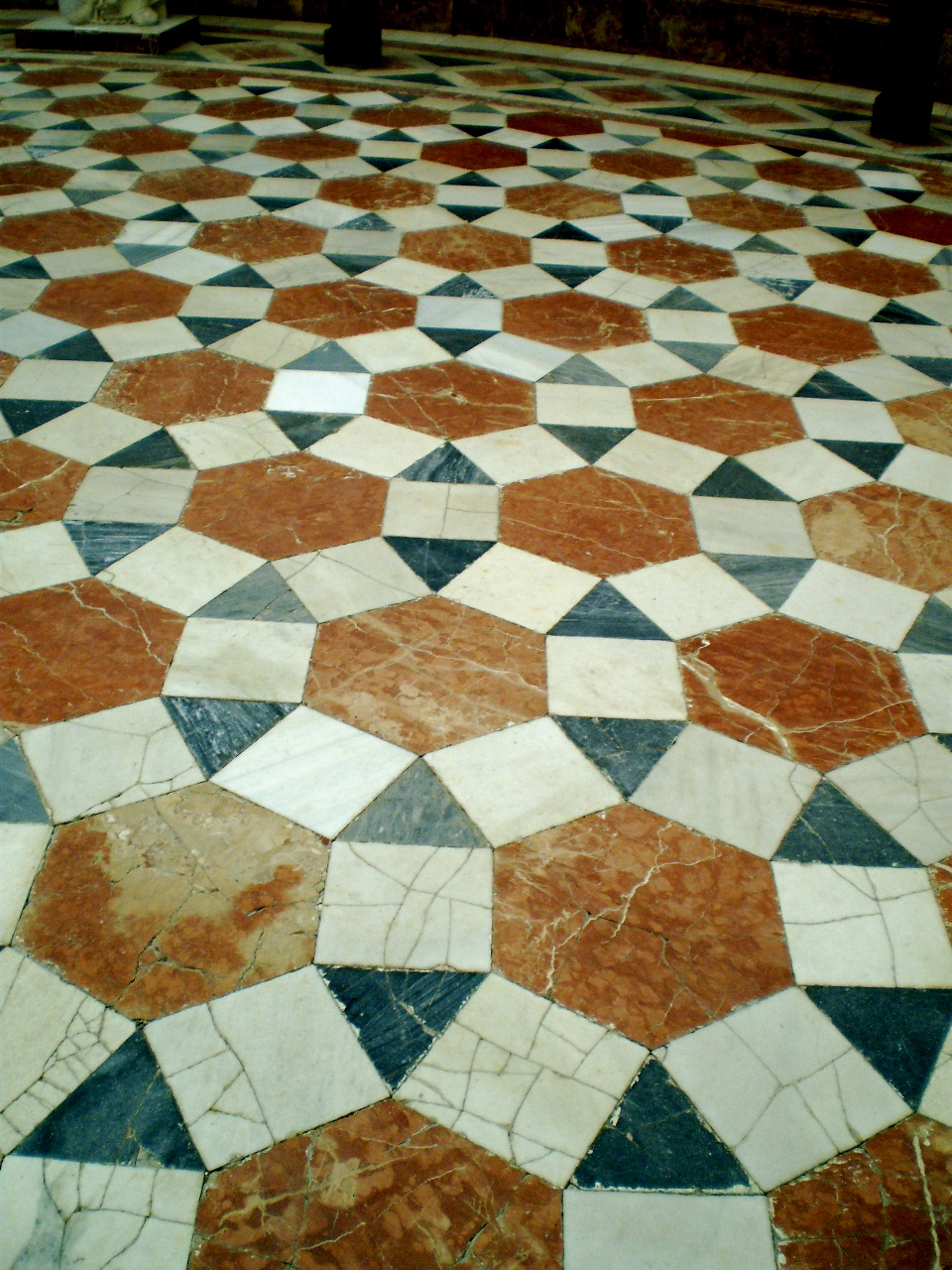
Una tessel·lació rombitrihexagonal: paviment tessel·lat d'un museu de Sevilla que utilitza prototessel·les quadrades, triangulars i hexagonals.

El tessel·lat bidimensional és un tema en geometria que tracta de com les formes, conegudes com a tessel·les, poden ser arranjades per emplenar un pla sense deixar cap espai buit seguint una sèrie de regles, les quals poden canviar. Unes regles comunes, per exemple, són que no hi pot haver espais entre les tessel·les i que cap vèrtex d'una d'elles pot sobreposar-se a l'aresta d'una altra. Les tessel·lacions creades en forma d'aparell no obeeixen aquesta regla; d'entre les que sí que l'obeeixen, una tessel·lació regular té tessel·les regulars idèntiques i vèrtexs regulars idèntics, amb el mateix angle entre arestes adjacents de cada tessel·la. Només hi ha tres formes que poden formar tals tessel·lacions: el triangle equilàter, el quadrat, i l'hexàgon regular. Qualsevol d'aquestes tres formes pot ser replicada infinitament per emplenar un pla sense espais buits.
Molts altres tipus de tessel·lacions són possibles sota restriccions diferents. Per exemple, hi ha vuit tipus de tessel·lacions semiregulars, construïdes amb més d'un tipus de polígon regular però amb el mateix arranjament de polígons a cada cantonada. Les tessel·lacions irregulars poden també ser construïdes a partir d'altres formes com pentàgon (geometria)s, poliòminos i, de fet, gairebé qualsevol altra forma geomètrica. L'artista M. C. Escher és famós per les seves tessel·lacions amb peces irregulars amb forma d'animals i altres objectes naturals. Si s'escullen colors amb forts contrastos per les tessel·les de diferent forma, s'obtenen patrons que es poden utilitzar per decorar superfícies físiques tals com el terra d'esglésies.

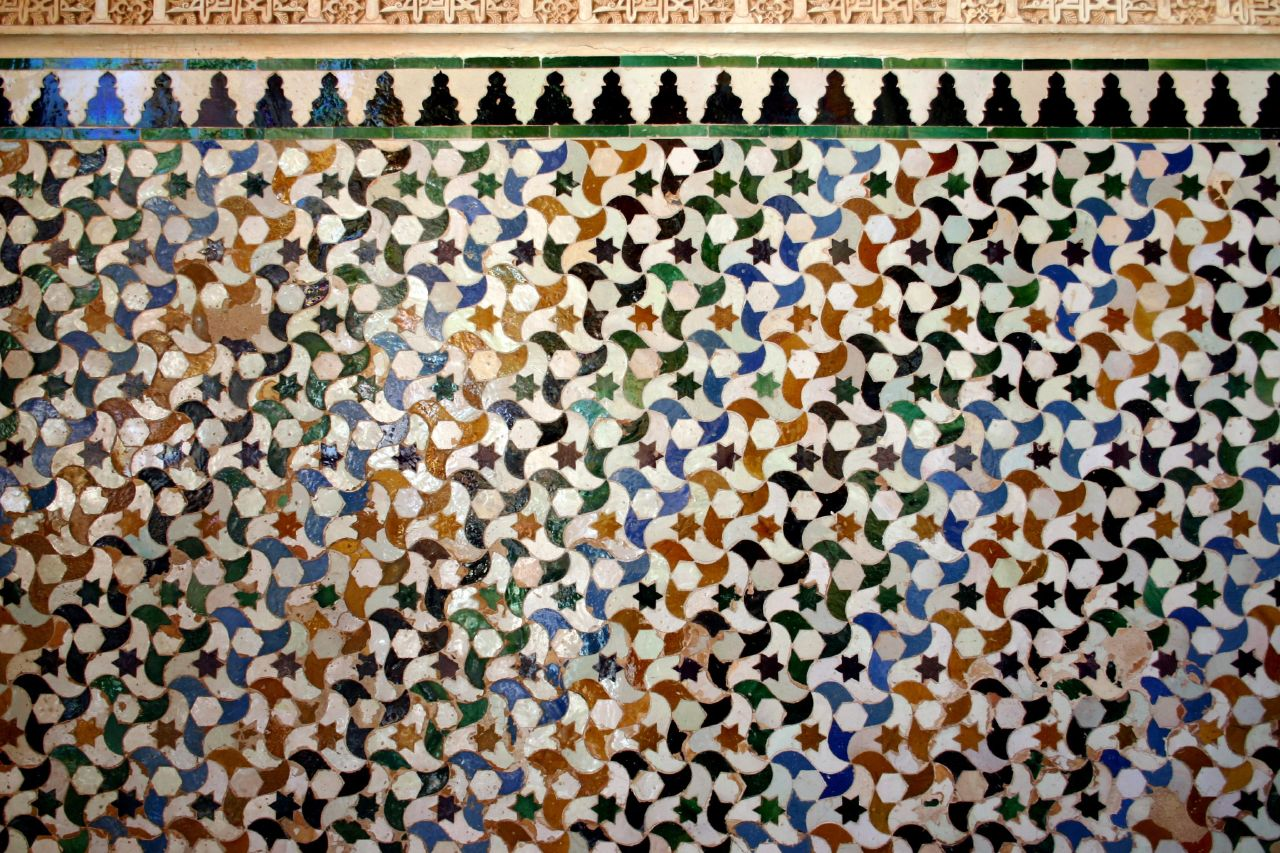
Tessel·lacions d'un zellige de l'Alhambra

Més formalment, una tessel·lació és un recobriment del pla euclidià d'un nombre comptable de conjunts tancats, anomenats tessel·les, tals que les tessel·les s'intersequen solament en les seves fronteres. Aquestes tessel·les poden ser polígons o qualsevol altra forma. Moltes tessel·lacions es formen a partir d'un nombre finit de prototessel·les en les quals totes les tessel·les de la tessel·lació són congruents amb les prototessel·les donades. Si una forma geomètrica es pot utilitzar com a prototessel·la per rear una tessel·lació, aquesta forma es diu que tessel·la el pla. El criteri de Conway és un conjunt de regles necessàries però no suficients per decidir si una forma donada tessel·la el pla periòdicament sense reflexions: algunes tessel·les fallen el criteri però tot i això tessel·len el pla. No s'ha trobat cap regla general per determinar si una forma donada pot tessel·lar el pla o no, la qual cosa significa que resten molts problemes sense resoldre al voltant de les tessel·lacions.
Matemàticament, les tessel·lacions es poden estendre a espais que no siguin el pla euclidià. El geòmetra suís Ludwig Schläfli fou el pioner en aquest tema i definí els poliesquemes, que els matemàtics actualment anomenen polítops; aquests són els anàlegs dels polígons i políedres en espais de més dimensions. També definí la notació del símbol de Schläfli per facilitar la descripció dels polítops. Per exemple, el símbol de Schläfli del triangle equilàter és {3}, i el del quadrat és {4}. La notació de Schläfli permet descriure les tessel·lacions de manera compacta; per exemple, una tessel·lació d'hexàgons regulars té tres polígons de sis costats a cada vèrtex, per la qual cosa el seu símbol de Schläfli és {6,3}.
També existeixen altres mètodes per descriure tessel·lacions poligonals. Quan la tessel·lació està construïda a partir de polígons regulars, la notació més comuna és la configuració de vèrtex, que és simplement una llista del nombre de costats dels polígons al voltant de cada vèrtex. La tessel·lació quadrada té una configuració de vèrtex de 4.4.4.4, o 44, mentre que la d'hexàgons regulars és 6.6.6, o 63.